# Handbok för superhjältar
Handbok för superhjältar är en svensk barnbokserie författad av Elias Våhlund och illustrerad av Agnes Våhlund. Den första boken gavs ut 2017 på förlaget Rabén & Sjögren.
Böckerna har sålts i över en miljon exemplar i Sverige och sålts till över 18 länder och översatts till över 23 språk.
Inspiration till Handbok för superhjältar fick Elias Våhlund då han upplevde att hans egen dotter var mobbad. Hans målsättning har varit att bokserien ska kunna öppna upp för samtal om mobbning och utanförskap.

## Handling
Handlingen i böckerna kretsar kring Lisa som är nyinflyttad i Rosenhill och blir mobbad av ett gäng från skolan och ofta tar sin tillflykt till stadens bibliotek. Där hittar hon en dag Handbok för Superhjältar och genom den lär sig Lisa superhjältekrafter och växer in i rollen som Röda masken, stadens och de svagas beskyddare.

## Böcker
| År   | Bok                       |
| ---- | ------------------------- |
| 2017 | Del 1: Handboken          |
| 2017 | Del 2: Röda masken        |
| 2018 | Del 3: Ensam              |
| 2018 | Del 4: Vargen kommer      |
| 2020 | Del 5: Försvunna          |
| 2021 | Del 6: Utan hopp          |
| 2022 | Del 7: Tillbaka           |
| 2023 | Del 8: Den längsta natten |
| 2024 | Del 9: En ny vän          |
| 2025 | Del 10: Alla ljuger       |

## I andra medier
Under 2025 sätts en musikal upp i fyra städer: Stockholm, Malmö, Kungsbacka och Skellefteå.
I slutet av 2025 kommer en filmatisering på böckerna att ha biopremiär, producerad av Stiller Studios.